# 尾崎美樹
尾崎 美樹（おざき みき、1975年3月12日 - ）は、元高知放送アナウンサー、現在はフリーアナウンサー。
大阪府堺市出身、帝塚山学院大学文学部日本文学科卒業。2000年に高知放送入社。2005年に退職してフリーへ転向。特技は料理。
1994年頃、めざましテレビの関西エリア中継を担当した尾崎美樹は同姓同名の別人である。

## 過去に担当した番組
ラジオ大阪
- 美樹ちゃんのとっておき堺

高知放送
- とさジェンヌ
- おはようこうち
- 朝だ!生です旅サラダ（ABCテレビ制作、高知からの中継）
- すこやか2008（以上テレビ）
- おはようミュージック
- M・M・M
- ワローのごきげんワイド（いずれもラジオ）